# Settimio Piacentini
Settimio Piacentini (Tarano, 6 gennaio 1859 – San Polo Sabino, 2 novembre 1921) è stato un generale italiano.

## Biografia
Nacque nel 1859 a Tarano nella Legazione dell'Umbria, allora nello Stato pontificio. Compì i suoi studi presso l'Accademia militare di Torino e nel 1878 entrò nel corpo del Genio. Il 23 dicembre 1909 fu promosso maggior generale e messo a capo della Brigata Calabria. Fu successivamente Aiutante di campo generale di SM il Re Vittorio Emanuele dal maggio 1911 al 6 settembre 1913. Con il Regio Decreto del 28 febbraio 1916 venne posto a capo del corpo di spedizione italiano in Albania, rilevando il generale Emilio Bertotti.
Nonostante la nuova nomina venne presto richiamato in Patria e nominato generale del V Corpo d'Armata e successivamente del II Corpo d'Armata che guidò contro gli Austroungarici durante la settima, ottava e nona battaglia dell'Isonzo. In occasione del respingimento di un'offensiva austriaca sul Monte Grappa si guadagnò la Medaglia d'argento al Valor Militare. Dopo la fine della grande guerra guidò le truppe italiane stanziate in Albania. Per la sua condotta tenuta durante la guerra di Valona venne decorato con l'onorificenza di Cavaliere di gran croce dell'Ordine militare di Savoia.
Venne nominato senatore del Regno l'8 giugno 1921. Morì a causa di un malore accusato nel corso di una manifestazione da lui stesso organizzata nel suo villaggio natale in occasione del passaggio della salma del Milite Ignoto.